# Friesovy Boudy
Friesovy boudy (německy Friesbauden) jsou historická horská osada a dnes hotelový areál v Krkonoších, součást katastrálního území obce Strážné. Nachází se v části zvané Lahrbauden, přibližně mezi Předními a Zadními Rennerovkami, v nadmořské výšce okolo 1200 m n. m. Jejich dějiny jsou úzce spjaté s německým osídlením Krkonoš a tradičním horským způsobem života.

## Historie
Friesovy boudy ležely původně v katastru obce Dolní Dvůr, kam spadaly až do roku 1882. Poté byly převedeny pod obec Strážné, kde je podle sčítání z roku 1900 evidováno sedm rodin nesoucích jméno Fries. Místní obyvatelé – tzv. budaři – se tradičně živili chovem dobytka, výrobou mléčných produktů a senařením.
S rozvojem cestovního ruchu ve druhé čtvrtině 19. století začali budaři podél hlavních turistických tras rozšiřovat své obživy i o služby – stávali se horskými nosiči, průvodci a nabízeli občerstvení. Prodávali domácí mléko, sýry, kávu a pálenku turistům a pocestným.
Friesovy boudy leží v blízkosti staré pašerácké trasy známé jako Slezská cesta, která vedla přes hřebeny Krkonoš ze Slezska do Čech. Tato cesta byla v minulosti využívána nejen pro obchodní účely, ale i pro pašování zboží, zejména v období válečných konfliktů a celních omezení. Její blízkost měla zásadní vliv na charakter osídlení i na živobytí místních obyvatel, včetně rodin Friesů a Rennerů, které byly do různých forem horského obchodu a přepravy zboží zapojeny.
Friesovy boudy nesou své jméno po rodině Friesů, kteří zde od 19. století hospodařili. První písemná zmínka o Friesových boudách pochází již z roku 1676, kdy je ve Vrchlabském urbáři uveden Jiří Fries jako obyvatel této oblasti. Tato zmínka dokládá existenci rodu Friesů v Krkonoších již v 17. století a tvoří tak základ pro pozdější pojmenování horských bud.
Název "Fries-Marie" se vžil pro jednu z boud, která sloužila jako hospoda a ubytovací zařízení. Podle svědectví pamětníků a dochovaných kronik se jednalo o oblíbenou zastávku místních i turistů a centrum společenského života v oblasti Lahrbauden.
V domě č. 95, označovaném jako Friesbaude, se v roce 1913 narodil Hans Lahr, pozdější světový rekordman ve skoku na lyžích (překonal v roce 1936 hranici 100 m). Jeho rodina, stejně jako sousední rody Rennerů, Bradlerů a Zieneckerů, představovala tradiční horské hospodáře, kteří kombinovali zemědělství, dřevařství, pašeráctví a sezónní turistický ruch.
Po roce 1945 došlo k odsunu původních německých obyvatel a objekt byl zestátněn. Během druhé poloviny 20. století Friesovy boudy sloužily jako rekreační zařízení pro různé podniky (např. ČKD), později prošly modernizací a byly přeměněny na hotel.

## Architektura a proměny
Původní roubené stavby byly postupně přestavovány a doplňovány o zděné části. Charakteristická krkonošská architektura však v některých budovách přetrvala – typickým znakem byla vysoká podezdívka, šindelová nebo plechová střecha a jednoduchá členitost fasád. V 50.–80. letech 20. století prošly objekty adaptacemi pro ubytování zaměstnanců průmyslových podniků a byly vybaveny společenskými místnostmi, jídelnami a sportovním zázemím.

## Využití
Po roce 1989 došlo k privatizaci objektu. V současnosti zde funguje moderní hotelový komplex „Hotel Friesovy boudy“ s restaurací, wellness centrem, ubytováním i sportovním vyžitím. Zachoval si původní název a částečně i atmosféru původního místa.

## Vzdělávání
Děti z Friesových bud chodily do jednotřídní školy na Předních Rennerovkách. Výuka probíhala ve dvou směnách – mladší žáci odpoledne, starší dopoledne. Do školy docházely děti i z okolních osad, např. Lahrovek, Husích bud či Klínovek. Učitelem zde byl např. pan Kuhber, ženatý s dcerou hostinského ze Strážného.

## Společenský a sportovní život
Přestože Friesovy boudy původně ležely stranou hlavních turistických tras, významněji se zapojily do turistického ruchu až po výstavbě lanovky na Pláň. Staré stezky, jako například Slezská cesta (Lahrbusch), vedly jinudy – přes Jilemnici, Vrchlabí, Strážné a Lahrovy boudy na Výrovku a dále přes sedlo mezi Studniční a Luční horou k Luční a Hamplově boudě. Tato cesta byla využívána i pašeráky.
Život horalů zde v první polovině 20. století nebyl snadný. V oblasti tehdy ještě nebyla zavedena elektřina – svítilo se petrolejkami nebo svíčkami, což přispívalo ke vzniku požárů (nejčastěji kvůli bleskům nebo vadným komínům). Chléb se pekl doma přibližně jednou za čtrnáct dní. Zelenině a ovoci se v této nadmořské výšce nedařilo – nejvýše rostly třešně u Husích bud, jablka až u Strážného. Z kupovaných potravin místní jedli nejčastěji mrkev, ředkvičky a zelí, které si nakládali.
Prasata nechovali – nebylo pro ně dost krmení. Nářadí si kupovali a nechávali opravovat ve Vrchlabí, protože na horách nebyl žádný kovář. Poštovní doručovatel nosil poštu i noviny denně. Důležitým zdrojem informací bylo rádio na baterie – jedno bývalo ve škole na Rennerovkách, další v místních hospodách (např. na Friesových, Lahrových a Klínových boudách).
Friesovy boudy a jejich okolí byly součástí aktivního lyžařského a turistického života Krkonoš. V blízkosti vedly zimní trasy a nacházely se zde i skokanské můstky, které sloužily jak pro trénink, tak i soutěže místních sportovců. V zimních obdobích zde působili příslušníci známých sportovních rodů, například Lahrů, Bradlerů a Buchbergerů.

## Pamětníci a kulturní odkaz
Pamětnická vyprávění představují důležitý pramen pro poznání každodenního života na Friesových boudách v první polovině 20. století. Nejvýznamnějším zdrojem je rozhovor s Johannem Adolfem, rodákem z oblasti, který v roce 2012 poskytl obsáhlé svědectví o tehdejších poměrech. Popisuje život bez elektřiny, vaření a pečení doma, omezený přístup ke zdravotní péči, každodenní kontakt s přírodou i specifika jazykového a kulturního prostředí, kde až do konce války dominovalo německé obyvatelstvo.
Adolfovy vzpomínky poskytují obraz sociálních struktur, vztahů mezi rodinami i dobových pracovních návyků, například dřevorubeckých brigád, svážení sena nebo nošení mléka turistům. Tato paměťová rovina významně doplňuje písemné a obrazové prameny a ukazuje Friesovy boudy jako živou součást horského společenství s hlubokými kořeny v tradičním způsobu života.